# Марія Валуа (1370-1377)

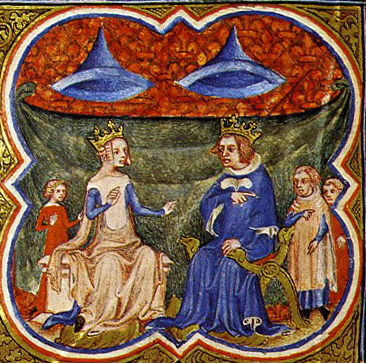
Сім'я Карла V, Марія 1-ша зліва

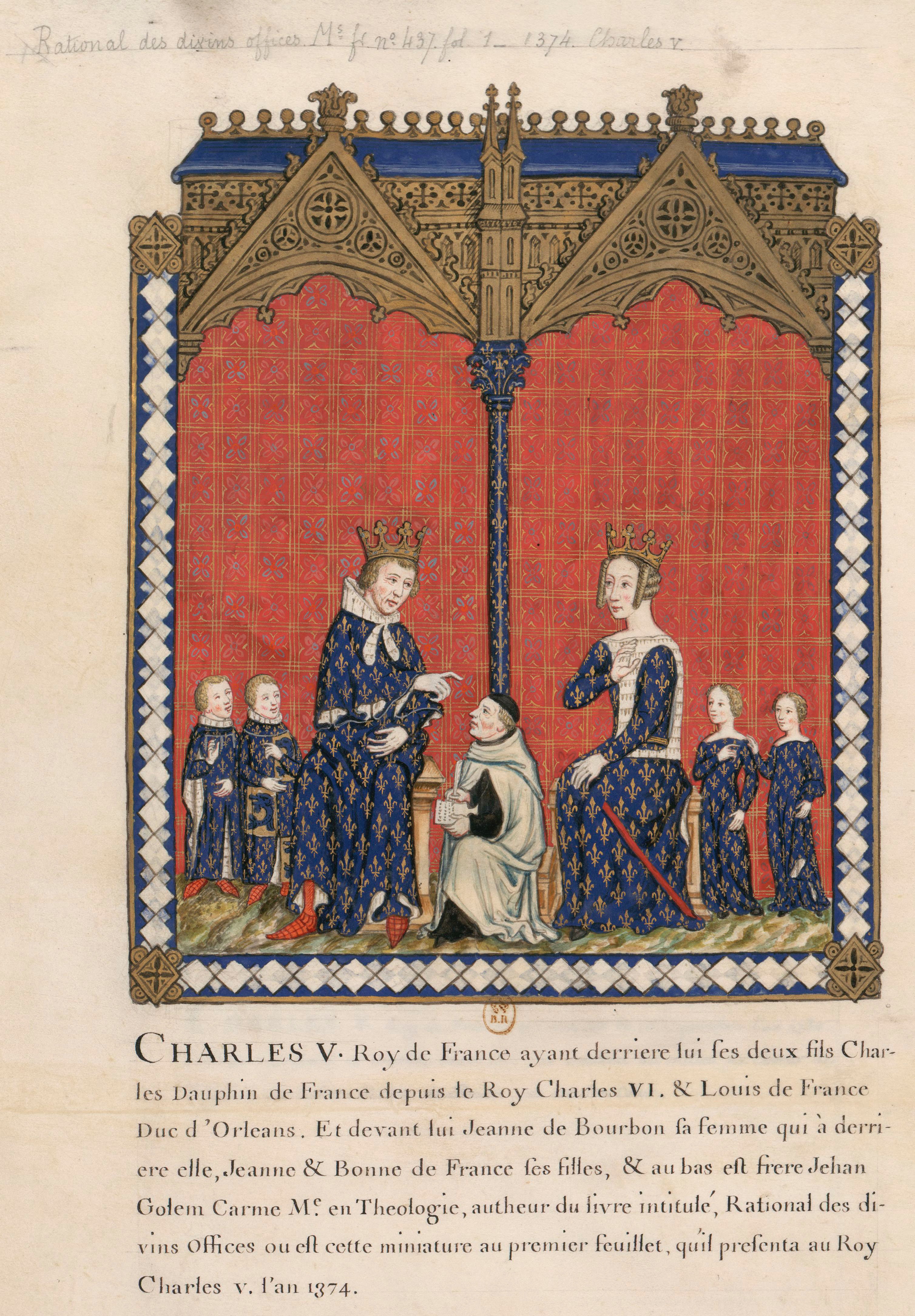
Сім'я Карла V, Марія 2-га справа

Марія Валуа або Марія Французька (1370—1377) дочка короля Франції Карла V і його дружини Жанни Бурбон
Вона була сестрою майбутнього короля Франції Карла VI і герцога Орлеанського Людовика, а також померлих в дитинстві Жанни, Жана, Бонни, Жанни, Жана, Ізабелли і Катерини.

## Біографія
Марія народилась 27 лютого 1370 року в Парижі. Про життя Марії відомо зовсім мало. Вона була хворобливою дитиною, вважають, що це пов'язано з інбридинговим шлюбом батьків які були двоюрідними братом та сестрою. Марія проживала періодично в замках Венсен і Лувр. В червні 1377 року дівчинка захворіла і через кілька днів померла, їй було всього сім років.